# Баранюк, Андрей Васильевич
Андре́й Васи́льевич Бараню́к — герой Первой мировой войны, полный Георгиевский кавалер.

## Биография
Родился в селе Стратиевка Ольгопольского уезда Подольской губернии (ныне — Гайсинский район Винницкой области Украины) в крестьянской семье, украинец. Образование — начальное, окончил сельское начальное училище.
Участник Первой мировой войны. 
В 1914 году, по мобилизации, был призван на службу из запаса армии (был женат, имел детей) и зачислен в 75-й Севастопольский пехотный полк (г.  Гайсин), в составе которого выступил на фронт. В августе 1914 года получил тяжёлое ранение правой руки. Лечился в госпитале в слободе Сагуны Острогожского уезда Воронежской губернии.
После госпиталя, с декабря 1914 года, служил в 195-м пехотном Оровайском полку 49-й пехотной дивизии. В составе полка воевал на Юго-Западном, затем на Румынском фронте. В 1915—1916 годах последовательно повышался в званиях: младший унтер-офицер, старший унтер-офицер, подпрапорщик. В 1917 году за боевые отличия произведен в прапорщики запаса армейской пехоты со старшинством с 18 ноября 1916 года.
Кавалер полного Георгиевского банта, — награждён Георгиевскими крестами всех 4-х степеней и Георгиевскими медалями всех 4-х степеней.
Дальнейшая судьба после 1917 года неизвестна.

## Награды
Георгиевские кресты:
- I степени № 4164 – «За отличия, оказанные в делах против неприятеля»
- II степени № 22160 – «За отличия, оказанные в делах против неприятеля»
- III степени № 43518 – «За отличия, оказанные в делах против неприятеля»
- IV степени № 356055 – «За отличия, оказанные в делах против неприятеля»

Георгиевские медали:
- I степени № 1629
- II степени № 13740
- III степени № 50775
- IV степени № 281660